# Xã Kimball, Quận Brule, South Dakota
Xã Kimball (tiếng Anh: Kimball Township) là một xã thuộc quận Brule, tiểu bang Nam Dakota, Hoa Kỳ. Năm 2010, dân số của xã này là 52 người.